# Michele Leonhartová
Michele Leonhartová (* 27. února 1956) je americká kariérní policistka a bývalá ředitelka Úřadu pro potírání drog (Drug Enforcement Administration, DEA).

## Život a kariéra
Na univerzitě Bemidji State University v Minnesotě vystudovala a stala se bakalářkou trestního  práva v roce 1978. Poté nastoupila jako policistka ve městě Baltimore. Od roku 1980 působila v DEA:
- 1980 se stala agentkou DEA, pobočka  Minneapolis, stát Minnesota,
- 1986 se stala vedoucí pobočky v St. Louis,
- 1988 byla jmenována vedoucí skupiny GS-14 na pobočce San Diego. Tuto skupinu vedla pět let, mj. zatkla velitele bolivijské drogové mafie Jorge Rocu-Suareze,
- 1993 byla povýšena na ředitelství DEA, kde působila jako inspektorka mezinárodních záležitostí,
- 3. září 2003 ji prezident George W. Bush jmenoval zástupkyní ředitelky DEA,
- 8. března 2004 ji Senát Spojených států amerických potvrdil ve funkci,
- 15. dubna 2008 po rezignaci ředitelky Karen Tandyové byla jmenována prozatímní ředitelkou DEA,
- 2. ledna 2009  ji Senát USA potvrdil ve funkci ředitelky DEA. Tuto funkci vykonávala do roku 2015.